# Poção
Poção är en kommun i Brasilien.   Den ligger i delstaten Pernambuco, i den östra delen av landet, 1 500 km nordost om huvudstaden Brasília. Antalet invånare är 11 242. Arean är 200 kvadratkilometer.
Terrängen i Poção är huvudsakligen kuperad, men den allra närmaste omgivningen är platt.
Omgivningarna runt Poção är huvudsakligen savann. Runt Poção är det ganska tätbefolkat, med 58 invånare per kvadratkilometer.